# Ni Hao, Kai-Lan
Ni Hao, Kai-Lan (qui signifie en français : Bonjour, Kai-Lan) est une série télévisée d'animation américano-canadio-chinoise en quarante épisodes de 24 minutes créée par Karen Chau (en) et diffusée entre le 4 février 2007 et le 21 août 2011 sur Nickelodeon aux États-Unis
Au Canada, la série a été diffusée à partir du 26 février 2008 au  12 février 2021 sur Treehouse TV et Corus Entertainment. 
Au Québec, la série a été diffusée à partir du  12 septembre 2009 au  14 décembre 2012 sur Télé-Québec, ensuite rediffusée sur Yoopa, et en France sur Nickelodeon Junior et sur TF1 dans l'émission TFOU.

## Synopsis
Kai-Lan Chow est une jeune eurasienne de 6 ans, naissance en 8 novembre 2001. Bilingue, elle parle français et chinois (mandarin). Généreuse et intrépide, elle vit avec son grand-père, Yé Yé, avec lequel elle apprend les valeurs et coutumes de la culture chinoise. Avec ses compagnons, Tolee le koala, Hoho le singe et Rintoo le tigre, Kai-Lan vit de nombreuses aventures.

## Distribution

### Voix originales
- Jade-Lianna Peters : Kai-Lan and the Theme song singer
- Clem Cheung : Yeye
- Jack Samson : Rintoo
- Angie Wu : Hoho
- Khamani Griffin : Tolee
- Beverly Luan : Lulu
- Hsiang Lo : Stompy

### Voix françaises
- Caroline Combes : Kai-Lan et l'interprète du générique
- Marie Nonnenmacher : Hoho
- Nathalie Bienaimé : Rintoo
- Olivia Dutron : Tolee
- Bérangère Jean : Stompy, Lulu, Sansan
- Jean-Marie Boyer : Yé Yé
- Coco Noël

- Version française
  - Studio de doublage : Chinkel
  - Direction artistique : Philippe Roullier (dialogues), Claude Lombard (chansons)
  - Adaptation : Julie Leroy

 Source et légende : version française (VF) sur RS Doublage

## Linguistique
Émission d'éveil généraliste, Ni Hao, Kai-Lan se veut aussi une initiation à la langue chinoise, Kai-Lan parsemant son discours de mots et courtes phrases.

## Liste des épisodes
| Saison | Saison | Épisodes | États-Unis      | États-Unis    |
| Saison | Saison | Épisodes | Début de saison | Fin de saison |
| ------ | ------ | -------- | --------------- | ------------- |
|        | 1      | 20       | 7 février 2007  | 14 août 2009  |
|        | 2      | 20       | 2 février 2010  | 21 août 2011  |